# Callyspongia compressa
Callyspongia compressa är en svampdjursart som först beskrevs av Carter 1885.  Callyspongia compressa ingår i släktet Callyspongia och familjen Callyspongiidae. Inga underarter finns listade i Catalogue of Life.